# Jotham Pellew
Jotham Clement Pellew (ur. 13 września 1978; zm. 2006) – nowozelandzki zapaśnik walczący w obu stylach. Olimpijczyk z Sydney 2000, gdzie zajął dwudzieste miejsce w wadze koguciej, w stylu klasycznym.
Zdobył trzy złote medale na mistrzostwach Oceanii w latach 1999 - 2000.

## Letnie Igrzyska Olimpijskie 2000
| Konkurencja | Rundy eliminacyjne    | Rundy eliminacyjne   | Rundy eliminacyjne   | Klas. końcowa |
| Konkurencja | Przeciwnik I          | Przeciwnik II        | Przeciwnik III       | Miejsce       |
| ----------- | --------------------- | -------------------- | -------------------- | ------------- |
| -54 kg      | Natiq Eyvazov (AZE) P | Ercan Yıldız (TUR) P | Lázaro Rivas (CUB) P | 20.           |